# Pollicipes
Pollicipes es el género tipo de la familia de los Pollicipedidae del antiguo orden de los pedunculados (ahora subdividido), crustáceos de la clase de los cirrípedos.
El género fue descrito por primera vez por William Elford Leach en 1817.
Comprende cuatro especies marinas que se alimentan por filtración del agua y que se conocen en general como percebes.